# Portraits de deux donateurs
Les Portraits de deux donateurs sont deux fragments qui faisaient à l'origine partie d'un triptyque qui était déjà démembré vers le milieu du XVIIe siècle. La partie centrale était une représentation de la Vierge à l'Enfant. Les deux panneaux sont conservés au Musée national d'art de Roumanie à Bucarest.

## Historique
Ces tableaux représentent deux donateurs, un homme et sa femme. Ils faisaient au départ partie d'un triptyque. Vers le milieu du XVIIe siècle, les deux fragments et le troisième, une représentation de la Vierge, se trouvent dans la collection de l'archiduc Léopold-Guillaume de Habsbourg dont on voit encore de sceau au dos du panneau. Léopold-Guillaume quitte Bruxelles en 1656, mais les trois tableaux de Memling n'arrivent pas en Autriche avec le reste de sa collection : on ne les trouve pas dans l'inventaire dressé en 1659. En revanche, ils ne sont pas perdus, et ils sont vendus par le marchand d'art anversois Gilliam Forchondt au prince Charles II de Liechtenstein en février 1676. Une Vierge à l'Enfant de la collection Liechtenstein qui est probablement le panneau central manquant du triptyque a été identifiée par De Vos dans les archives Forchondt. Elle est dans une collection particulière. Au XVIIIe siècle, les deux fragments sont entrés dans la collection du baron Samuel von Brukenthal à Sibiu ; depuis 1817, ils sont au Musée Brukenthal, appelé maintenant Musée national Brukenthal, et ils sont transférés au Musée national d'art de Roumanie en 1948.

## Description

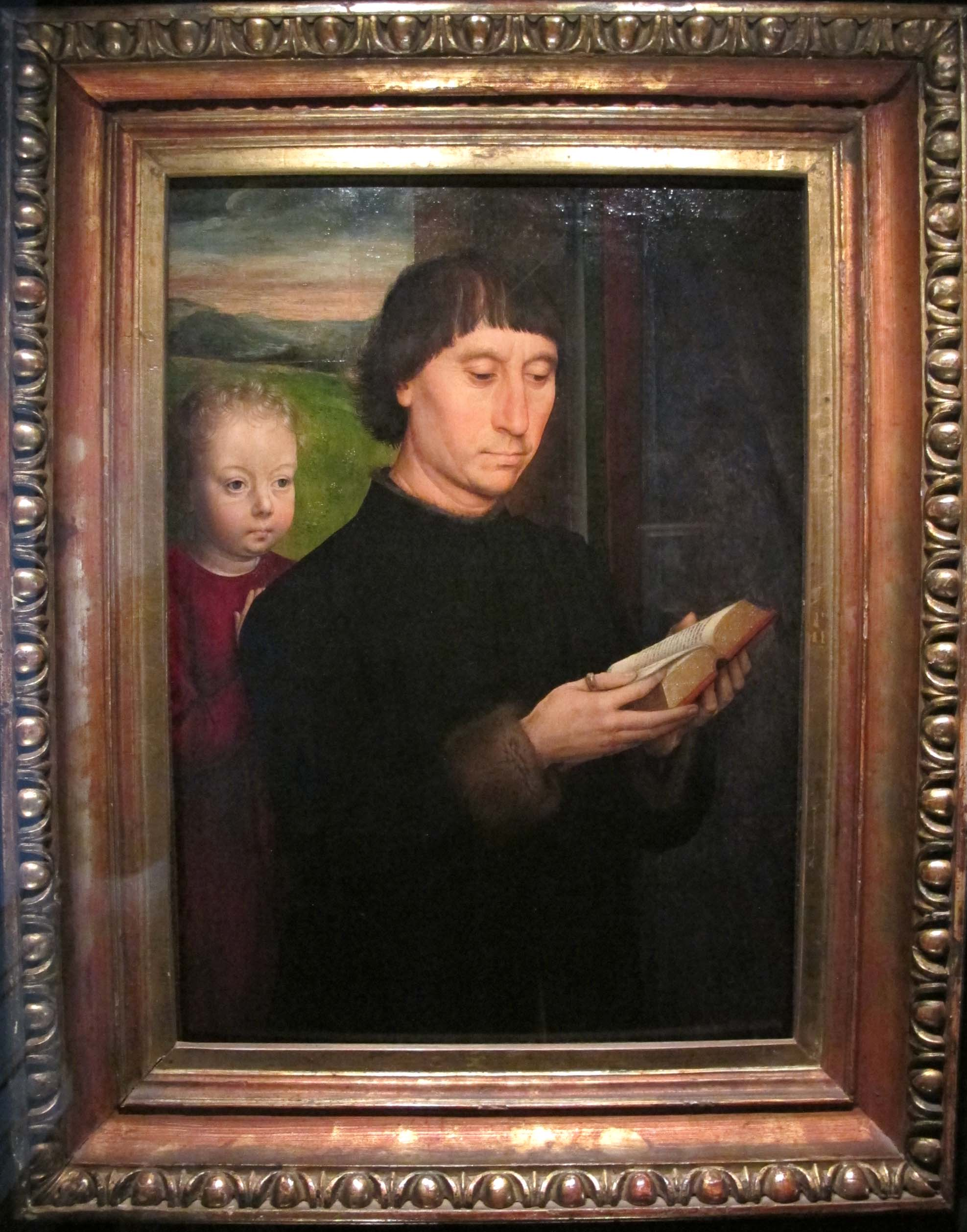
Portrait du donateur.

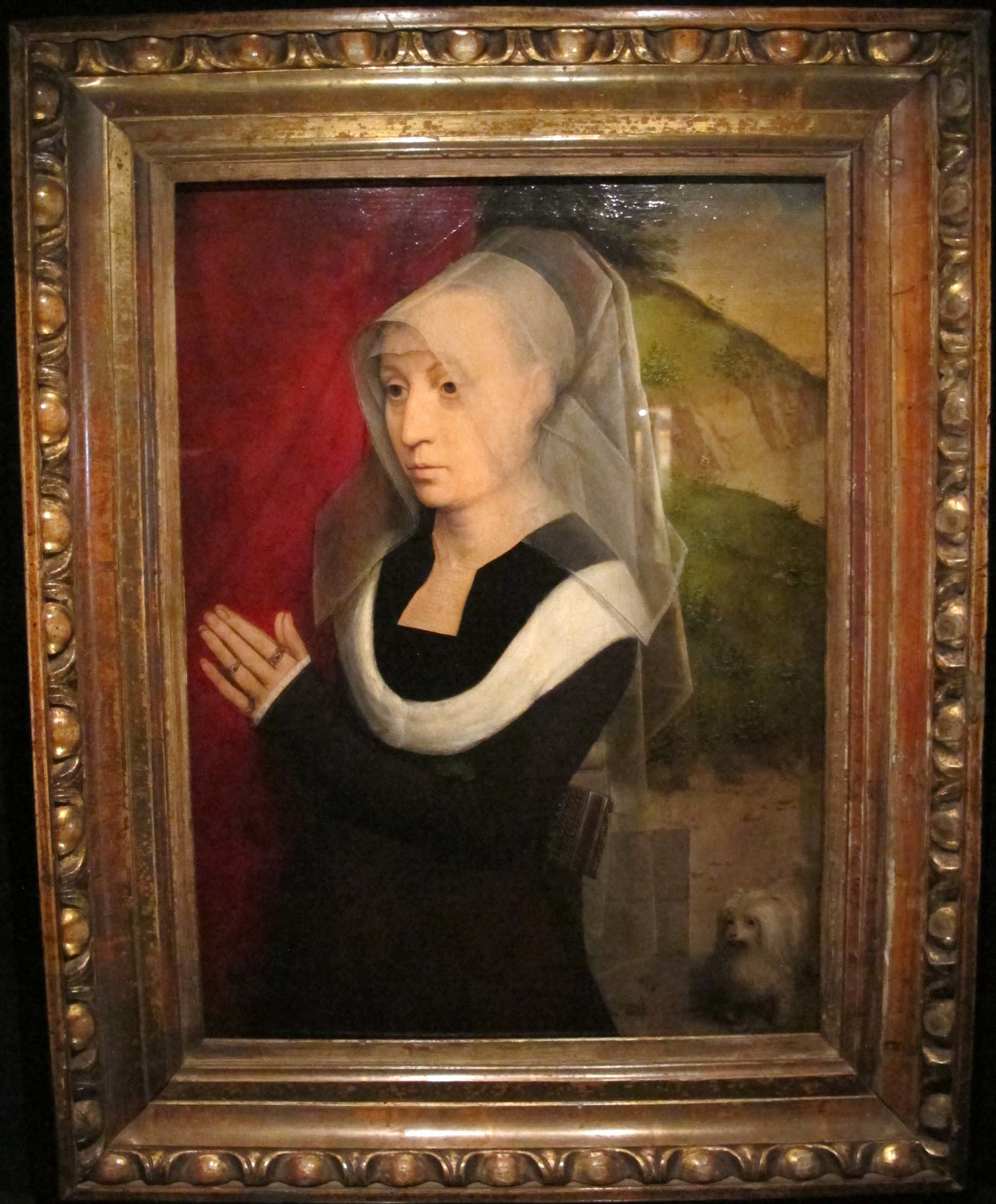
Portrait de la donatrice.

Les deux personnages sont peints en partie sur un fond uni, en partie devant un paysage. Les paysages sont en partie peints sur des pièces de bois ajoutées ultérieurement. Derrière les donateurs se tenaient à l'origine leurs patrons protecteurs chargés d'intercéder en leur faveur ; on voit des vestiges de vêtements, en particulier sur le panneau droit. Au-dessus des mains de l'enfant derrière le donateur est esquissé une croix, indice d'une mort prématurée, signe probablement ajouté plus tard par l'atelier de Memling. Les donateurs sont agenouillés devant la Vierge. La Vierge à l'Enfant identifiée dans l'ancienne collection Liechtenstein se tient entre deux colonnes surmontées de chapiteaux historiés et devant une tenture de brocart. Sur les chapiteaux sont représentées une Adoration des mages et une Présentation au temple. 

## Datation

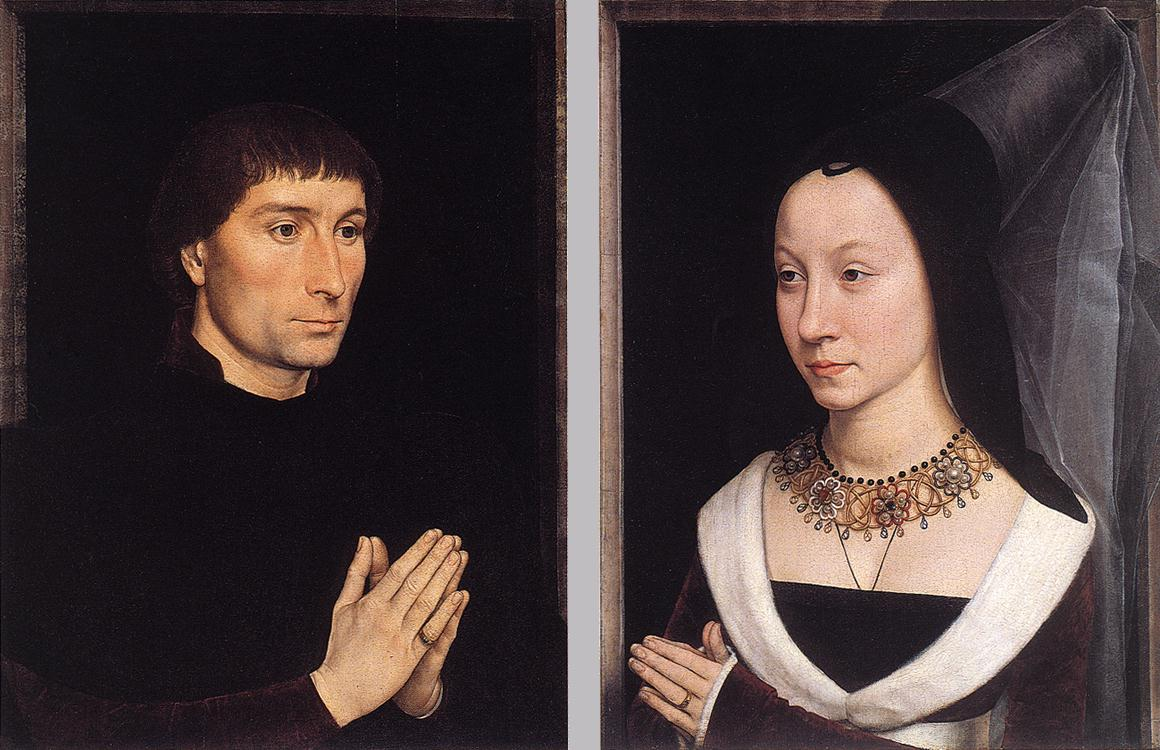
Tommaso Portinari et de sa femme.

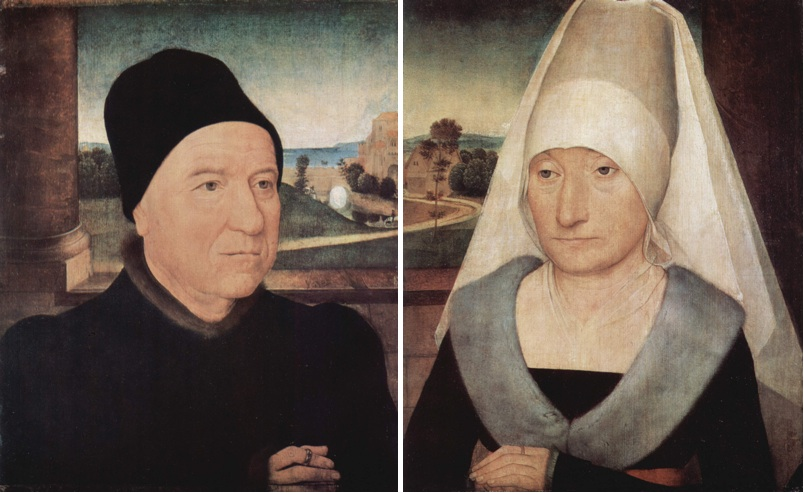
Portrait de deux personnes âgées.

La datation est controversée, mais l'examen dendrochronologique donne une date d'abattage d'arbre vers 1446. Bien qu'il ne soit pas impossible que Memling ait utilisé un panneau vieux de cinquante ans, une datation vers 1475-1480 semble plus probable. De plus, la tenue vestimentaire des donateurs rappelle les portraits de Tommaso Portinari et de sa femme Maria Baroncelli ainsi que le portrait de deux personnes âgées qui datent tous deux du début des années 1470.

## Détails
Il a été observé que le donateur est le même personnage que celui qui apparaît dans la Déploration du Christ de la Galleria Doria de Rome.  Le petit chien en bas à droite est très semblable à ceux figurant dans la Le Bain de Bethsabée de la Staatsgalerie Stuttgart et dans le panneau central du Triptyque des vanités terrestres et du salut divin du Musée des beaux-arts de Strasbourg.

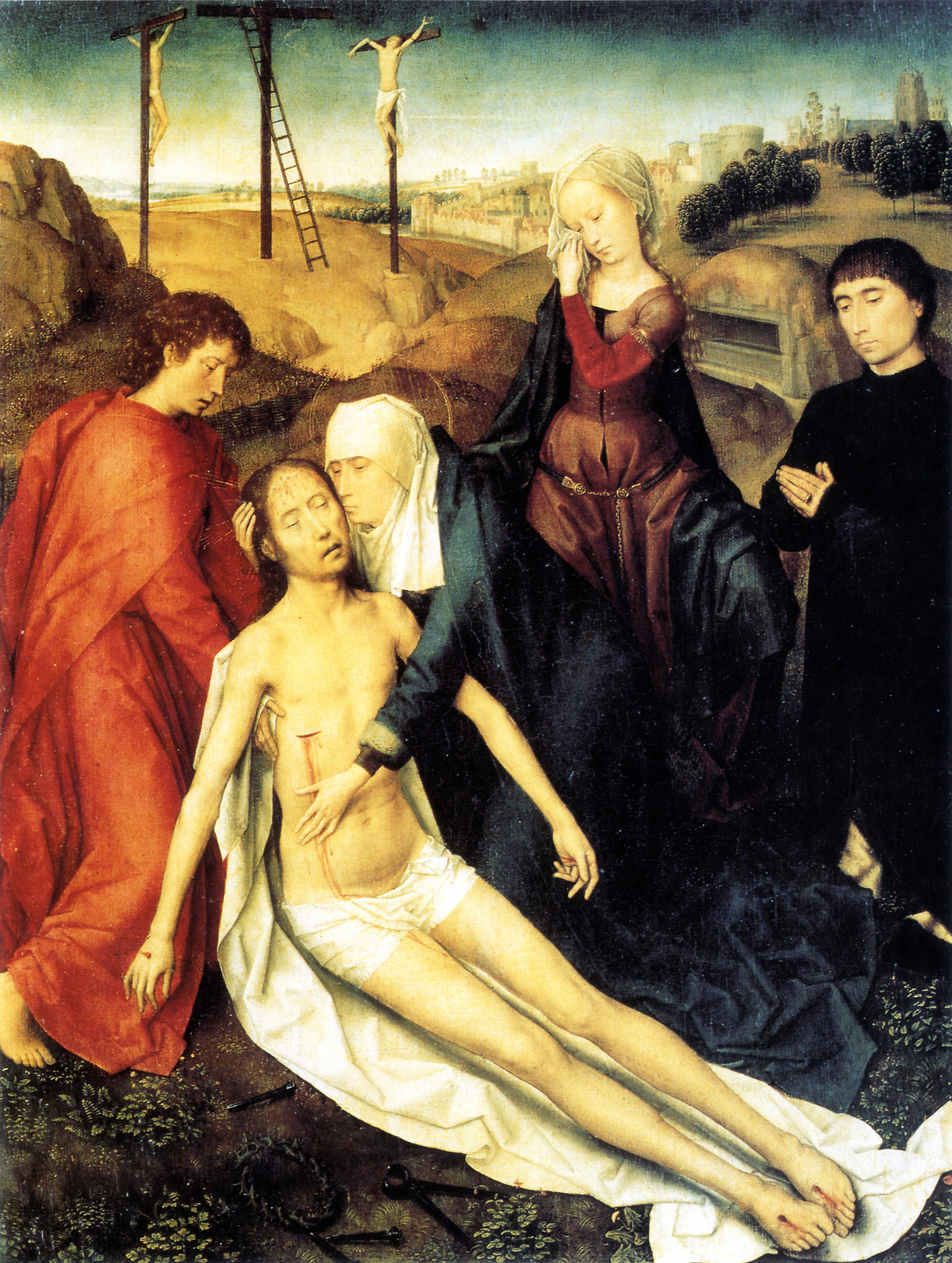
Donateur dans la Déploration du Christ.
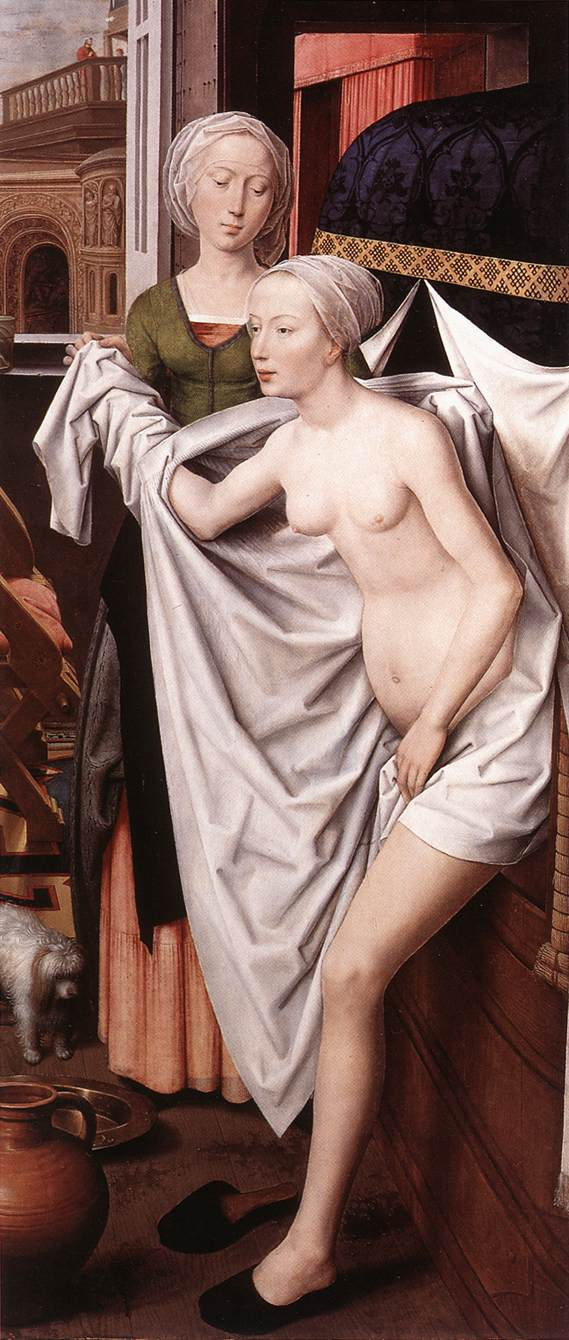
Chien du Bain de Bethsabée.
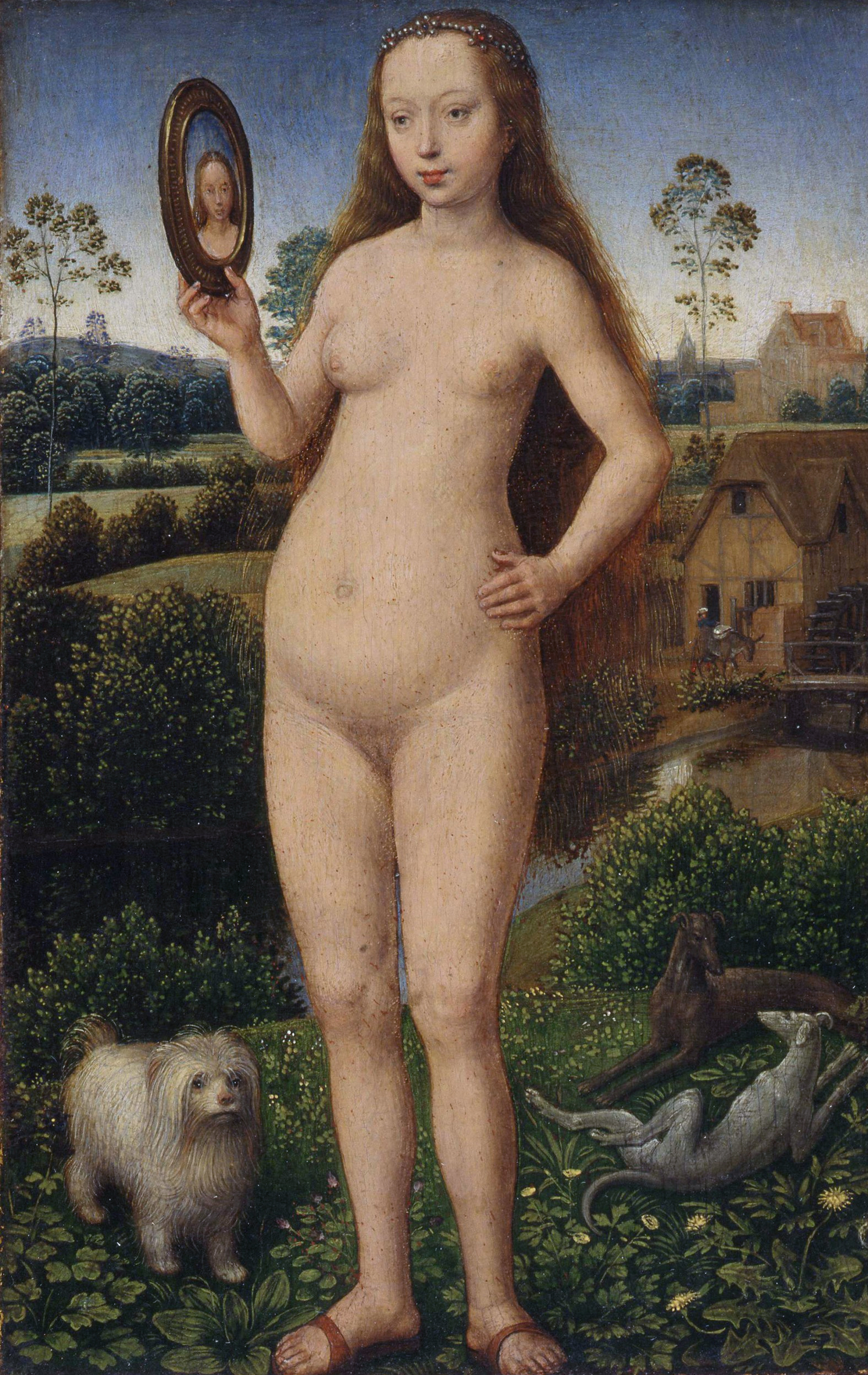
Chien dans le panneau central du Triptyque des vanités terrestres.